# Здание Дальневосточного технического института рыбной промышленности и хозяйства
Здание Дальневосточного технического института рыбной промышленности и хозяйства — здание института во Владивостоке. Построено в 1938—1950 гг. Авторы проекта — Н. А. Логинов и И. А. Петренко (первый проект) и М. С. Смирнов (окончательный проект). Историческое здание по адресу Светланская улица, 25 сегодня является объектом культурного наследия Российской Федерации.

## История
Земельный участок, на котором было возведено здание, первоначально, 1860-х годов, принадлежал Морскому ведомству. На участке располагалась одноэтажная деревянная казарма одного из кораблей Сибирской военной флотилии. С начала 1880-х годов казарма и участок сдавалась в аренду городу, который разместил в ней мужскую прогимназию и городское училище. Позже в казарме располагалось коммерческое училище, переехавшее в 1914 году в новое здание на улице Нагорной (сейчас — Суханова, 8). В 1911 году город произвёл обмен земельными участками с Морским ведомством, в результате участок на Светланской — Китайской вошёл в состав городских (муниципальных) земель. До 1915 года рядом с казармой было выстроено несколько новых небольших каменных зданий.   
20 апреля 1930 года решением правления «Союзрыбы» № 22641 и в соответствии с приказом Наркомторга от 9 мая 1930 года № 625 во Владивостоке был создан Дальневосточный технический институт рыбной промышленности. Однако вести нормальную деятельность ВУЗ не мог. Институт не имел собственных зданий и арендовал помещения в Государственном дальневосточном университете. К 4 января 1933 года проектным сектором «Дальрыбстроя» был выполнен проект строительства учебного корпуса «Дальрыбвтуза» на так называемой Суйфунской площади (нынешний сквер имени Суханова). Проект не был выполнен и остался лишь на бумаге. Постановлением Совета Народных Комиссаров СССР от 3 октября 1933 года «Дальрыбвтуз» был ликвидирован.   
В 1935 году Владивостокский горисполком передал участок на углу улиц Ленинской и Китайской «Главвостокрыбпрому» Наркомата рыбной промышленности СССР для строительства так называемого «Дома рыбной промышленности». Проектирование здания было поручено ленинградскому институту «Пищепромпроект» — «Главрыбы». В феврале — апреле 1936 года Дальневосточным геологоразведочным трестом было проведено геологическое исследование участка под строительство Дома рыбной промышленности. «Пищепромпроект» начал разработку проекта здания. Однако результаты геологических исследований были отклонены экспертом — профессором Духовским, в частности, что касалось определения глубины залегания скального грунта. «Пищепромпроект» заказал новое исследование, которое в январе — июле 1937 года было частично исполнено «Дальводстроем» и полностью закончено «Дальпрогором» в начале 1938 года. С апреля 1937 по весну 1938 года проводилось расселение старых зданий на участке. Тогда же старые здания были разобраны.   
Строительство «Здания Дальневосточного технического института рыбной промышленности и хозяйства» (так называемого «Дома рыбной промышленности») началось летом 1938 года. Строилось оно с перерывами, с 1938-го по 1950-й год. Официально принято в эксплуатацию только в 1955 году. В ходе строительства несколько раз менялась ведомственная принадлежность, назначение постройки. Дважды здание перепроектировалось. Изначально строительство велось в соответствии с «Генеральным проектом планировки города Владивостока», разработанным в 1937 — 1939 годах Архитектурно-планировочной мастерской Владивостокского горсовета под руководством архитектора Е.А. Васильева. Реализации плана Васильева помешала Великая Отечественная война, а «Дом рыбной промышленности», остался единственным осуществленным элементом несостоявшейся площади морского вокзала.
Строительство началось летом 1938 года. До конца строительного сезона был вырыт котлован, весной 1939 года закончен фундамент, а к ноябрю 1939 года — первый этаж. Заказчиком строительства выступал «Главвостокрыбпром», подрядчиком — «Главрыбстрой». В 1930-х годах советское правительство уделяло большое внимание только что созданному Тихоокеанскому флоту и развитию его материально-технической базы. В городе военным морякам было передано много зданий жилого и общественного назначения, в частности Дом культуры моряков (сегодня — Дом офицеров флота на Светланской, 48), гостиница «Красный Владивосток» и строившийся Дом рыбной промышленности. 16 ноября 1939 года, во исполнение приказа Народного комиссара рыбной промышленности от 2 октября 1939 № 674, трехсторонним актом «Главрыбстрой» сдал, а «Главвостокрыбпром» принял строительство дома рыбной промышленности в г. Владивостоке, расположенного на углу улиц Ленинской и Китайской», а затем «Главвостокрыбпром» сдал, а ТО Флота принял строительство с вспомогательными сооружениями и зданиями. 
Далее строительством занималась Спецстройконтора тыла Тихоокеанского флота. Инженерным отделом ТОФ было выполнено перепроектирование Дома рыбной промышленности, законченное 3 июня 1940 года. Этим проектом здание получило свой конечный внешний вид. Его этажность было уменьшена с восьми-девяти до шести этажей в административной части и пяти этажей в жилой. Внутреннее устройство осталось неизменным. В декабре 1940 года Дом был официально передан от Наркомата рыбной промышленности Тихоокеанскому флоту. Поменялась и подрядная организация: вместо Спецстройконторы тыла флота – Участок военно-строительных работ (УВСР) № 709. К 8 января 1941 года было выстроено два этажа здания. УВСР № 709 вел работы до июля 1941 года, после чего строительство было остановлено и законсервировано.        
После окончания Великой Отечественной войны недостроенное здание И.О. ТОФ было возвращено рыбакам — Главному управлению рыбной промышленности
Приморья «Главприморрыбпрому» Министерства рыбной промышленности восточных районов СССР и снова стало называться «Домом рыбной промышленности». В 1947 году Проектным отделом была составлена генеральная смета строительства. Работы по достройке начались весной 1948 года. Заказчиком выступал «Главприморрыбпром», подрядчиком — «Приморрыбстрой». До середина 1949 года в качестве рабочей силы использовались японские военнопленные. Выстроенные к тому моменту три этажа переоборудовали в общежитие для военнопленных, там же разместились временная котельная, прачечная, санчасть, дезокамера, помещения для лагерной охраны.       
Постановлением Совета Народных Комиссаров от 11 января 1946 года № 51, Приказом Наркомата рыбной промышленности СССР от 19 января 1946 года № 14 во Владивостоке, на базе Дальневосточного рыбопромышленного техникума был восстановлен Дальневосточный технический институт рыбной промышленности и хозяйства. В совместном приказе Министерства рыбной промышленности восточных районов СССР и Министерства высшего образования СССР от 1 июня 1946 года № 15/142 «Главстрою» МРП ВР СССР и «Главвостокрыбпрому» предписывалось «обеспечить окончание строительства и ввод в
эксплуатацию к 1 декабря 1946 года части дома рыбной промышленности, выходящей на Китайскую улицу, для временного размещения Дальрыбвтуза». В 1948 году была выполнена проектно-сметная документация. 27 июня 1950 года Начальник управления учебных заведений рыбной промышленности направил на имя Министра рыбной промышленности СССР докладную записку по вопросу восстановления во Владивостоке «Дальрыбвтуза». В ней он
сообщал, что, несмотря на заверения МРП ВР СССР о реализации Постановления СНК СССР № 51 от 11.01.46 и организации института в 1950 году, помещений для Дальрыбвтуза по-прежнему не имеется: «Таким образом, единственной реальной возможностью временного размещения института до постройки нового специального здания является предоставление необходимой для этой цели площади в заканчивающемся строительством доме рыбной промышленности на углу улиц Ленинской и Китайской. Дом этот состоит из двух самостоятельных изолированных друг от друга отсеков: правый отсек, выходящий на Китайскую улицу, приспособлен для размещения в нем квартир, а левый отсек — административный, выходящий на Ленинскую улицу, приспособленный для размещения в нем учреждений». Докладная записка, подкрепленная запросом Секретаря ЦК ВКП(б) Маленкова, возымела действие.
В приказе по Министерству рыбной промышленности СССР от 28 июля 1950 года № 84-ДВ/435 предписывалось: организовать в г. Владивостоке Дальневосточный технический институт рыбной промышленности и хозяйства и разместить институт в административной части заканчивающегося строительства дома рыбной промышленности. Приказ был исполнен в августе 1950 года. В новом здании обнаружилось множество недоделок, официально оно было принято в эксплуатацию только в 1955 году. На практике же, заселение было осуществлено в течение года: с августа 1950-го по август 1951 года. В здание вселился не только ВУЗ. Жилое крыло было заселено без ведома института. К 7 сентября 1951 года, когда Министерство рыбной промышленности СССР издало приказ № 571 о передаче в распоряжение «Дальрыбвтуза» всего жилого блока, квартиры оказались занятыми, не только рядовыми сотрудниками, но и руководством рыбной промышленности Дальнего Востока. Борьба с самовольными жильцами длилась следующие восемь лет.

## Архитектура
Здание Г-образное в плане со срезанным углом. Южный фасад выполнен прямой линией и выходит на улицу Светланскую. Восточный фасад выходит на Океанский проспект. Юго-восточный фасад имеет ломаную линию и выходит на пересечение улицы Светланской и Океанского проспекта. Северный фасад выполнен ломаной линией и выходит в дворовый проезд. Главный фасад здания имеет симметричную осевую композицию, на уровне кровли увенчан столбиками. Фасады декорированы рустами в уровне 1—3 этажей и филенками между окнами в уровне 4—6 этажей. Русты выполнены из цементно-песчаного раствора. Для целей поэтажного расчленения фасадов по высоте выполнены карнизы на уровне низа оконных проёмов второго, четвёртого, шестого этажей, оформленные элементами архитектурных обломов. На юго-восточном фасаде на уровне второго этажа над центральным входом устроен балкон с расположенной по его периметру балюстрадой. На уровне четвёртого этажа выстроен центральный портик с ограждением балюстрадой перекрытый классическим порталом. Порталы состоят из колоннады и антаблемента. Колонна тосканского ордера состоит из базы и композиционной капители. Антаблемент состоит из архитавра, фриза и карниза. На уровне четвёртого и пятого этажа оконные проёмы обрамлены классическими порталами.              